# Toni Eggert
Pour les articles homonymes, voir Eggert.
Toni Eggert, né le 12 mai 1988 à Suhl, est un lugeur allemand en équipe nationale depuis 2008. Avec son coéquipier Sascha Benecken, il compose l'un des principaux duos en biplace masculin à partir de la saison 2010-2011. En 2012, il devient vice-champion du monde de luge en double sur la piste d'Altenberg derrière le duo autrichien Andreas Linger-Wolfgang Linger. En 2013, la paire allemande obtient le titre européen à Oberhof

## Palmarès

### Jeux olympiques d'hiver
- médaille d'argent en double en 2022.
- médaille de bronze en double en 2018.

### Championnats du monde
- Médaille d'or en double en 2017, 2019, 2020, 2021 et 2023.
- Médaille d'or en sprint en 2019 et 2023.
- Médaille d'or par équipe en 2012, 2017, 2020 et 2023.
- : Médaille d'argent en double en 2012, 2013 et 2016.
- : Médaille d'argent par équipe en 2021.
- : Médaille de bronze en sprint en 2017 et 2021.
- : Médaille de bronze par équipe en 2019.

### Coupe du monde
- 6 gros globe de cristal en double : 2015, 2017, 2018, 2019, 2020 et 2022.
- 4 petits globe de cristal en double : 
  - Vainqueur du classement sprint en 2015, 2017 et 2019.
  - Vainqueur du classement classique en  2022.
- 111 podiums en double : 
  - en double : 44 victoires, 34 deuxièmes places et 11 troisièmes places.
  - en sprint : 11 victoires, 9 deuxièmes places et 2 troisièmes places.
- 1 podium en double mixte : 1 victoire.
- 30 podiums en relais : 19 victoires, 8 deuxièmes places et 3 troisièmes places.

### Championnats d'Europe de luge
- : Médaille d'or en double en 2013, 2016, 2018 et 2022.
- : Médaille d'or par équipe en 2013 et 2016.
- : Médaille d'argent en double en 2017 et 2019.
- : Médaille d'argent par équipe en 2018 et 2022.
- : Médaille de bronze en double en 2012.